# Palm Desktop
Palm Desktop ist die mit dem Palm-Taschencomputer mitgelieferte PIM-Software für die Verwaltung von
- Kalendereinträgen
- Kontakten
- Aufgaben
- Memos

In neueren Versionen finden sich noch weitere Module.
Die vier Grundaufgaben entsprechen den Hauptfunktionen des Palm Taschencomputer im Auslieferungszustand. Schnittstellen zu anderer PIM-Software wie z. B. Outlook, Lightning, Evolution, iCal oder Mac-Adressbuch sind nicht vorgesehen, so dass die entsprechende Funktion ggf. doppelt auf dem PC vorhanden ist.

## Geschichte
Palm Desktop wurde 1995 in der Version 1.0 ausgeliefert und wird auch auf aktuellen Geräten mitgeliefert.
Palm Desktop basiert in der Mac Version auf Claris Organizer – einer PIM Software die Anfang der 90er für den Mac angeboten wurde.
Nach der Übernahme von Claris durch Palm wurde die Software überarbeitet und umbenannt.

## Plattformen
Die Palm-Desktop-Software gibt es für Mac OS und Windows. Alternativen gibt es für Linux.

## Dateiformate
Bis zur Version 4.x wurde zur Speicherung der Daten ein proprietäres Dateiformat verwendet, das von der Hotsync Software für den Datenaustausch mit dem Palm gelesen und beschrieben wurde. Über eine Programmierschnittstelle für C und Java gab es die Möglichkeit auf diese Daten indirekt zuzugreifen.
In neueren Versionen wird das Microsoft-Access-Datenbank-Format für die Speicherung von Daten verwendet.

## Konvertierung
Beim Wechseln zum und vom Palm Taschencomputer zu anderen Lösungen ist ein Import bzw. Export erforderlich.
Palm Desktop bietet dafür das CSV- bzw. vCard-Format an.

## Erweiterungen
Prinzipiell bietet Palm Desktop eine COM-Schnittstelle zu den Funktionalitäten an. Sie ist aber nicht vollständig veröffentlicht, sondern lässt sich nur über Plugins ansprechen.